# Greg Kot
Greg Kot (1957. március 3. –) amerikai író, újságíró. 1990-től a Chicago Tribune magazin zenei kritikusa, ahol könnyűzenei írások mellett a zenével kapcsolatos szociális, politikai és üzleti témákra is kitér. Ő az egyik műsorvezetője a Sound Opinions című rádióműsornak (Jim DeRogatis mellett), amely saját definíciója szerint a „világ egyetlen rock and roll talk show-ja”, és az egész országban hallható a Chicago Public Radióban (WBEZ-FM 91.5). Több Amerika-szerte ismert magazinnak dolgozik, mint a Rolling Stone, az Entertainment Weekly vagy a Guitar World. Számos zenével kapcsolatos írása az Encyclopædia Britannicába is bekerült.

## Könyvei
- Wilco: Learning How to Die, Broadway (2004)
- Ripped: How the Wired Generation Revolutionized Music, Scribner (2009)